# Camponotus esau
Camponotus esau är en myrart som beskrevs av Auguste-Henri Forel 1915. Camponotus esau ingår i släktet hästmyror, och familjen myror. Inga underarter finns listade.